# Campeonato Uzbeque de Patinação Artística no Gelo
O Campeonato Uzbeque de Patinação Artística no Gelo é uma competição nacional anual de patinação artística no gelo do Uzbequistão. Os patinadores competem em quatro eventos, individual masculino, individual feminino, duplas e dança no gelo, e em três níveis, sênior, júnior e novice.
A competição determina os campeões nacionais e os representantes do Uzbequistão em competições internacionais como Campeonato Mundial, Campeonato Mundial Júnior, Campeonato dos Quatro Continentes e os Jogos Olímpicos de Inverno.

## Edições
| Ano (Edição) | Cidade sede          | Sênior               | Sênior               | Sênior               | Sênior               | Ref                  |
| Ano (Edição) | Cidade sede          | M                    | F                    | P                    | D                    | Ref                  |
| ------------ | -------------------- | -------------------- | -------------------- | -------------------- | -------------------- | -------------------- |
| 1993         |                      | –                    | •                    | –                    | –                    | [ 1 ]                |
| 1994         |                      | –                    | •                    | –                    | –                    | [ 2 ]                |
| 1995         |                      | –                    | •                    | –                    | –                    | [ 3 ]                |
| 1996         |                      | –                    | •                    | •                    | –                    | [ 4 ]                |
| 1997         |                      | •                    | •                    | •                    | –                    | [ 5 ]                |
| 1998         |                      | •                    | •                    | •                    | –                    | [ 6 ]                |
| 1999         |                      | •                    | •                    | •                    | •                    | [ 7 ]                |
| 2000         |                      | •                    | •                    | •                    | •                    | [ 8 ]                |
| 2001         |                      | •                    | •                    | •                    | •                    | [ 9 ]                |
| 2002         |                      | •                    | •                    | •                    | •                    | [ 10 ]               |
| 2003         |                      | •                    | •                    | •                    | •                    | [ 11 ]               |
| 2004         |                      | •                    | •                    | •                    | •                    | [ 12 ]               |
| 2005         |                      | •                    | •                    | •                    | •                    | [ 13 ]               |
| 2006– 2009   | Não houve competição | Não houve competição | Não houve competição | Não houve competição | Não houve competição | Não houve competição |
| 2010         |                      | •                    | •                    | •                    | •                    | [ 14 ]               |
| 2011         |                      | •                    | •                    | •                    | •                    | [ 15 ]               |
| 2012– 2014   | Não houve competição | Não houve competição | Não houve competição | Não houve competição | Não houve competição | Não houve competição |
| 2015         |                      | •                    | –                    | –                    | –                    | [ 16 ]               |
| 2016         |                      | •                    | –                    | –                    | –                    | [ 17 ]               |

## Lista de medalhistas

### Individual masculino
| Evento          | Ouro                 | Prata                   | Bronze                  |
| 1997 (detalhes) | Roman Skorniakov     | ?                       | ?                       |
| 1998 (detalhes) | Roman Skorniakov     | ?                       | ?                       |
| 1999 (detalhes) | Roman Skorniakov     | Vladimir Belomoin       | ?                       |
| 2000 (detalhes) | Roman Skorniakov     | ?                       | ?                       |
| 2001 (detalhes) | Roman Skorniakov     | Vladimir Belomoin       | Renet Akhmetkhanov      |
| 2002 (detalhes) | Roman Skorniakov     | Vladimir Belomoin       | ?                       |
| 2003 (detalhes) | Roman Skorniakov     | Vladimir Belomoin       | Renet Akhmetkhanov      |
| 2004 (detalhes) | Renet Akhmetkhanov   | Dmitri Lapshin          | Maxim Farkhutdinov      |
| 2005 (detalhes) | Yuri Moskvin         | Maxim Farkhutdinov      | Egor Kocheev            |
| 2006–2009       | Não houve competição | Não houve competição    | Não houve competição    |
| 2010 (detalhes) | Misha Ge             | Daniil Perminov         | Nikita Kim              |
| 2011 (detalhes) | Misha Ge             | Daniil Perminov         | Nikita Kim              |
| 2012–2014       | Não houve competição | Não houve competição    | Não houve competição    |
| 2015 (detalhes) | Misha Ge             | nenhum outro competidor | nenhum outro competidor |
| 2016 (detalhes) | Misha Ge             | nenhum outro competidor | nenhum outro competidor |

### Individual feminino
| Evento          | Ouro                                                                   | Prata                                                                  | Bronze                                                                 |
| 1993 (detalhes) | Tatiana Malinina                                                       | ?                                                                      | ?                                                                      |
| 1994 (detalhes) | Tatiana Malinina                                                       | ?                                                                      | ?                                                                      |
| 1995 (detalhes) | Tatiana Malinina                                                       | ?                                                                      | ?                                                                      |
| 1996 (detalhes) | Tatiana Malinina                                                       | ?                                                                      | ?                                                                      |
| 1997 (detalhes) | Tatiana Malinina                                                       | ?                                                                      | ?                                                                      |
| 1998 (detalhes) | Tatiana Malinina                                                       | Anastasia Gimazetdinova                                                | ?                                                                      |
| 1999 (detalhes) | Tatiana Malinina                                                       | Anastasia Gimazetdinova                                                | ?                                                                      |
| 2000 (detalhes) | Tatiana Malinina                                                       | Anastasia Gimazetdinova                                                | ?                                                                      |
| 2001 (detalhes) | Tatiana Malinina                                                       | Anastasia Gimazetdinova                                                | Adelia Chanisheva                                                      |
| 2002 (detalhes) | Tatiana Malinina                                                       | Anastasia Gimazetdinova                                                | ?                                                                      |
| 2003 (detalhes) | Anastasia Gimazetdinova                                                | Olesia Snegur                                                          | Adelia Chanisheva                                                      |
| 2004 (detalhes) | Anastasia Gimazetdinova                                                | Svetlana Dariabina                                                     | Olesia Snegur                                                          |
| 2005 (detalhes) | Anastasia Gimazetdinova                                                | Olesia Snegur                                                          | ?                                                                      |
| 2006–2009       | Não houve competição                                                   | Não houve competição                                                   | Não houve competição                                                   |
| 2010 (detalhes) | Anastasia Gimazetdinova                                                | Sevara Khalilova                                                       | Shokhsanam Takhirova                                                   |
| 2011 (detalhes) | Anastasia Gimazetdinova                                                | Shokhsanam Takhirova                                                   | Sevara Khalilova                                                       |
| 2012–2016       | Não houve competição; 2015–16 não houve disputa do individual feminino | Não houve competição; 2015–16 não houve disputa do individual feminino | Não houve competição; 2015–16 não houve disputa do individual feminino |

### Duplas
| Evento          | Ouro                                                      | Prata                                                     | Bronze                                                    |
| 1996 (detalhes) | Elena Ershova Evgeni Sviridov                             | ?                                                         | ?                                                         |
| 1997 (detalhes) | Elena Ershova Evgeni Sviridov                             | Irina Galinka Artem Knyazev                               | ?                                                         |
| 1998 (detalhes) | Natalia Ponomareva Evgeni Sviridov                        | Irina Galinka Artem Knyazev                               | ?                                                         |
| 1999 (detalhes) | Natalia Ponomareva Evgeni Sviridov                        | ?                                                         | ?                                                         |
| 2000 (detalhes) | Natalia Ponomareva Evgeni Sviridov                        | Irina Shabanova Artem Knyazev                             | ?                                                         |
| 2001 (detalhes) | Natalia Ponomareva Evgeni Sviridov                        | Marina Aganina Artem Knyazev                              | nenhum outro competidor                                   |
| 2002 (detalhes) | Natalia Ponomareva Evgeni Sviridov                        | Marina Aganina Artem Knyazev                              | ?                                                         |
| 2003 (detalhes) | Natalia Ponomareva Evgeni Sviridov                        | Marina Aganina Artem Knyazev                              | nenhum outro competidor                                   |
| 2004 (detalhes) | Marina Aganina Artem Knyazev                              | Natalia Ponomareva Evgeni Sviridov                        | nenhum outro competidor                                   |
| 2005 (detalhes) | Marina Aganina Artem Knyazev                              | nenhum outro competidor                                   | nenhum outro competidor                                   |
| 2006–2009       | Não houve competição                                      | Não houve competição                                      | Não houve competição                                      |
| 2010 (detalhes) | Marina Aganina Dmitri Zobnin                              | nenhum outro competidor                                   | nenhum outro competidor                                   |
| 2011 (detalhes) | Elvina Ismagilov Arsen Mirzoyan                           | Alexandra Kim Husan Davlatov                              | Veronika Bektagirova Bahodir Davlyatov                    |
| 2012–2015       | Não houve competição; 2015–16 não houve disputa de duplas | Não houve competição; 2015–16 não houve disputa de duplas | Não houve competição; 2015–16 não houve disputa de duplas |

### Dança no gelo
| Evento          | Ouro                                                             | Prata                                                            | Bronze                                                           |
| 1999 (detalhes) | Olga Akimova Andrei Driganov                                     | ?                                                                | ?                                                                |
| 2000 (detalhes) | Olga Akimova Andrei Driganov                                     | ?                                                                | Julia Klochko Ramil Sarkulov                                     |
| 2001 (detalhes) | Olga Akimova Andrei Driganov                                     | Julia Klochko Ramil Sarkulov                                     | Olesia Pronina Vitali Baranov                                    |
| 2002 (detalhes) | Julia Klochko Ramil Sarkulov                                     | Olga Akimova Andrei Driganov                                     | ?                                                                |
| 2003 (detalhes) | Olga Akimova Andrei Driganov                                     | Olesia Pronina Vladimir Suchkov                                  | Alina Saprykina Dmitri Kabak                                     |
| 2004 (detalhes) | Olga Akimova Alexander Shakalov                                  | Ashley Duenas Ramil Sarkulov                                     | Alina Saprykina Dmitri Kabak                                     |
| 2005 (detalhes) | Olga Akimova Alexander Shakalov                                  | Valeria Fedorova Alexander Kuropatko                             | nenhum outro competidor                                          |
| 2006–2009       | Não houve competição                                             | Não houve competição                                             | Não houve competição                                             |
| 2010 (detalhes) | Maria Popkova Viktor Kovalenko                                   | Valeria Fedorova Alexander Kuropatko                             | nenhum outro competidor                                          |
| 2011 (detalhes) | Anna Nagornyuk Viktor Kovalenko                                  | Valeria Fedorova Alexander Kuropatko                             | Amira Miralimova Shahruh Sultanov                                |
| 2012–2015       | Não houve competição; 2015–16 não houve disputa de dança no gelo | Não houve competição; 2015–16 não houve disputa de dança no gelo | Não houve competição; 2015–16 não houve disputa de dança no gelo |